# Cilindro di Marboré
Il Cilindro di Marboré (3.328 m s.l.m. - anche conosciuto come Pico Cilindro e Pic du Cylindre) è una montagna spagnola dei Pirenei. Si trova nel massiccio del Monte Perdido e nella comunità autonoma dell'Aragona.
È una delle tre montagne chiamate Las Tres Sorores (le tre sorelle); le altre due sono il monte Perdido (3.335 m) ed il Soum de Ramond (3.263 m).